# Niobkarbid
Niobkarbid (NbC och Nb2C) är ett extremt hårt keramiskt material, vilket är eldfast och har högt korrosionsmotstånd.

## Användningsområden
Niobkarbid används ofta som tillsats i mikrolegerade stål, eftersom det har extremt låg löslighet i austenit; en av den lägsta av alla metall-karbider. Tillsatsen av NbC ger en utskiljningshärdning i korngränser, vilket förhindrar korntillväxt. Detta ger fördelen att stålet blir hårt och svårdeformerat. 
En annan tillämpning är som korntillväxtshämmare i hårdmetall, ofta i kombination med andra karbider, för att öka materialets hårdhet.

## Framställning
Niobkarbid framställs vanligen i två steg: reduktion av nioboxid och karburering med sot. 

## Fysikaliska egenskaper
Niobkarbid har en elasticitetsmodul på 452 GPa, en skjuvmodul på 182 GPa, och ett Poisson's ratio på 0.227.